# Chmielnik (Wzgórza Włodzickie)
Chmielnik lub Czerwona Góra (408 m n.p.m.) – wzniesienie w południowo-zachodniej Polsce, w Sudetach Środkowych, w paśmie Wzgórz Włodzickich.
Chmielnik położony jest w najniższej, południowej części Wzgórz Włodzickich, w pobliżu Bożkowa, w kierunku zachodnim.
Jest to kopulaste wzniesienie o łagodnych zboczach i wyraźnie zaznaczonym płaskim wierzchołkiem. Wzniesienie w partii szczytowej częściowo porośnięte jest lasem mieszanym z przewagą drzew liściastych, zbocza zajmują pola uprawne i łąki.
Ze wzgórza rozciąga się widok na sztuczne ruiny baszty zamkowej na Grodziszczu (396 m n.p.m.), barokowy zamek z 1708 w Bożkowie oraz na Góry Bardzkie i Góry Sowie.